# Ayaz Mehmood
Ayaz Mehmood, född den 24 maj 1964 i Karachi, Pakistan, är en pakistansk landhockeyspelare.
Han tog OS-guld i herrarnas landhockeyturnering i samband med de olympiska landhockeytävlingarna 1984 i Los Angeles.